# Dongchuan Road
Dongchuan Road is een station van de metro van Shanghai, gelegen in het district Minhang. Het station werd geopend op 25 november 2003 en is onderdeel van lijn 5. Op vijf minuten loopafstand is de Minhang Campus van de Jiaotong-universiteit van Shanghai evenals de Minhang Campus van de East China Normal University te vinden.
Sinds de zuidelijke verlenging van lijn 5 is dit station het overstappunt tussen het hoofdtraject van lijn 5 tussen Xinzhuang en Fengxian Xincheng en de zijtak naar Minhang Development Zone.